# Никонов, Валентин Иванович
Валенти́н Ива́нович Ни́конов — советский хозяйственный, государственный и политический деятель, Герой Социалистического Труда.

## Биография
Родился в 1923 году в селе Шемомаиха. Член КПСС.
В 1931 году семья Никоновых переехала в Омскую область: сначала в село Лузино, затем в совхоз «Петровский» Омского района.
В июне 1941 года, после окончания средней школы, ушел в армию, в 1942 году окончил Ульяновское танковое училище. Участник Великой Отечественной войны. Участвовал в Сталинградской битве. В 1943 году в звании лейтенанта, занимая должность командира танка «КВ» 262-го танкового полка прорыва 7-й гвардейской армии уничтожил в бою 11 немецких танков, за что позднее был награждён орденом Красного Знамени. После тяжелого ранения в июле 1943 года и 7 месяцев лечения в госпиталях демобилизован.
В 1944—1945 годах работал в школе, после чего поступил в Омский сельскохозяйственный институт, который окончил с отличием по специальности «агроном-полевод» в 1950 году. По окончании института направлен на партийную работу. Работал инструктором по сельскому хозяйству в Омском обкоме ВКП(б)/КПСС, помощником первого секретаря обкома. В 1954 году избран вторым секретарем Калачинского райкома КПСС Омской области. В 1958—1960 годах учился в Высшей партийной школе, после чего вновь направлен на партийную работу в Омскую область.
В 1946—1987 гг. — инструктор по сельскому хозяйству в Омском обкоме КПСС, помощник первого секретаря обкома, второй секретарь Калачинского райкома КПСС, первый секретарь Васисского райкома КПСС, начальник Знаменского районного управления сельского хозяйства, первый секретарь Оконешниковского райкома КПСС, первый секретарь Омского райкома КПСС Омской области, заместитель председателя Омского облисполкома, председатель Омского областного комитета народного контроля.
Указом Президиума Верховного Совета СССР от 11 декабря 1973 года за большие успехи, достигнутые во Всесоюзном социалистическом соревновании, и проявленную трудовую доблесть в выполнении принятых обязательств по увеличению производства и продажи государству зерна и других продуктов земледелия в 1973 году Никонову Валентину Ивановичу присвоено звание Героя Социалистического Труда с вручением ордена Ленина и золотой медали «Серп и Молот».
Избирался депутатом Верховного Совета РСФСР 7-го и 8-го созывов.
С декабря 1973 года — заместитель председателя Омского облисполкома. В 1978—1987 годах — председатель Омского областного комитета народного контроля.
С 1987 года — на пенсии.
Жил в городе Омск. Скончался 2 ноября 2006 года. Похоронен в Омске на Старо-Северном кладбище.

## Награды
- Золотая медаль «Серп и Молот» (11.12.1973);
- Орден Ленина (22.03.1966).
- Орден Ленина (11.12.1973).
- Орден Октябрьской Революции (08.04.1971)
- Орден Красного Знамени (20.09.1943).[1]
- Орден Отечественной войны 1 степени (11.03.1985)[2]
- Орден «Знак Почета» (11.01.1957)
- «В ознаменование 100-летия со дня рождения Владимира Ильича Ленина» (6 апреля 1970)
- «За победу над Германией в Великой Отечественной войне 1941—1945 гг.» (9.5.1945)
- «20 лет Победы в Великой Отечественной войне 1941—1945 гг.» (7 мая 1965[3])
- «30 лет Победы в Великой Отечественной войне 1941—1945 гг.»[4]
- Медаль «Сорок лет Победы в Великой Отечественной войне 1941—1945 гг.»[5]
- Юбилейная медаль «50 лет Победы в Великой Отечественной войне 1941—1945 гг.»[6]
- «Ветеран труда»
- «30 лет Советской Армии и Флота»[7]
- «40 лет Вооружённых Сил СССР»[8]
- «50 лет Вооружённых Сил СССР» (26 декабря 1967[9])
- «60 лет Вооружённых Сил СССР» (28 января 1978[10])
- Знак «25 лет победы в Великой Отечественной войне» (1970)

- и другие